# Tiujamunit

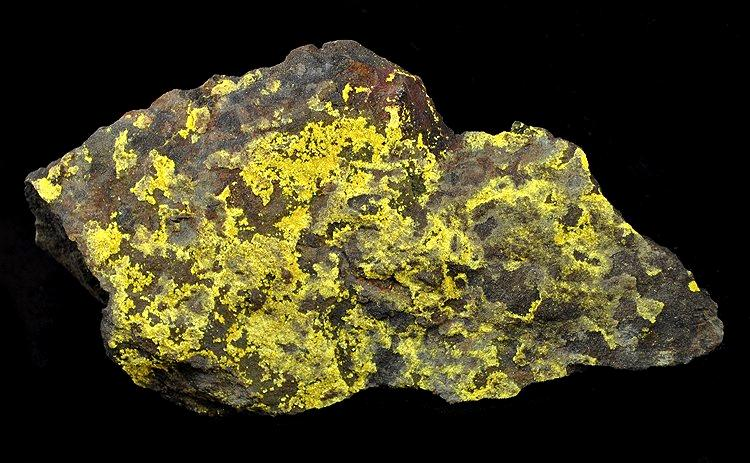
Tiujamunit z Ridenour Mine w Arizonie, USA

Tiujamunit – minerał uranu i wanadu o wzorze Ca(UO
2)
2(VO
4)
2·(5–8)H
2O. Wapniowy analog karnotytu. Ma żółtą barwę, jest radioaktywny. Główne złoża tiujamunitu znajdują się w Kotlinie Fergańskiej w Kirgistanie (Tiuja-Mujun, gdzie został odkryty w 1912 r. przez Konstantina Nienadkiewicza i skąd pochodzi jego nazwa) oraz w południowozachodnich Stanach Zjednoczonych.